# Kabupaten de Ngawi
Pour l’article homonyme, voir Ngawi.
Le kabupaten de Ngawi, en indonésien Kabupaten Ngawi, est un kabupaten d'Indonésie situé dans la province de Java oriental.

## Géographie
Le kabupaten est bordé :
- Au nord, par celui de Bojonegoro,
- À l'est, par celui de Madiun,
- Au sud, par celui de Magetan et
- À l'ouest, par la province de Java central.

La ville de Ngawi, chef-lieu du kabupaten, est située sur le fleuve Bengawan Solo, le plus long cours d'eau de l'île de Java, à 182 km à l'ouest de Surabaya, la capitale de la province, à 53 km au nord de Madiun et à 80 km à l'est de Surakarta.

## Histoire
L'inscription de Canggu, datée de l'année 1280 de l'ère Saka (1358 apr. J.-C.), mentionne Ngawi comme village autonome sous le règne du roi Hayam Wuruk de Majapahit (r. 1350-1389).
Une charte royale du sultan Hamengkubuwono V de Yogyakarta, datée du 10 novembre 1828, établit Ngawi comme mancanegara (marche), avec à sa tête Palungguh.
En 1830, après la fin de la guerre de Java, le gouvernement colonial des Indes néerlandaises établit Ngawi comme onderregentschap (sous-préfecture), avec à sa tête comme bupati anom (sous-préfet) Raden Ngabehi Sumodigdo. Ngawi est élevé au statut de regentschap (préfecture) en 1834, avec comme premier bupati Raden Adipati Kertonegoro.

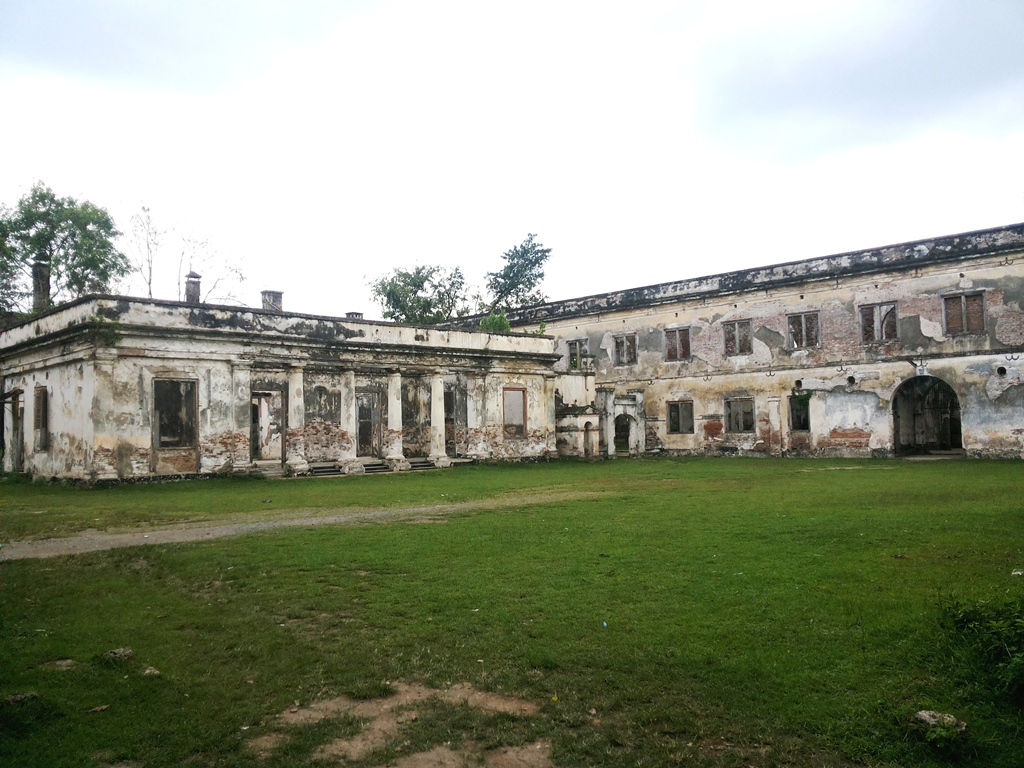
La cour intérieure du fort Van den Bosch

Le fort Van den Bosch est construit entre 1839 et 1845.

## Archéologie

### Lesite de Trinil
En 1890, le médecin et anatomiste néerlandais Eugène Dubois, passionné par les nouvelles théories relatives à l’origine de l’homme, découvre un premier fragment de mandibule à Trinil au bord du fleuve Solo, à 12 km à l'ouest de Ngawi. En 1891, il découvre une molaire supérieure droite et une calotte crânienne. En 1892, il exhume sur le même site un fémur. Dubois avait découvert une variante locale de l' Homo erectus, qu'il baptisa Pithecanthropus erectus.

## Lesbupatide Ngawi

### Ngawionderregentschap
- 1830-1832 : Raden Ngabehi Sumodigdo
- 1832-1834 : R. Ng. Malangnegoro

### Ngawiregentschap
- 1834-1837 : Raden Adipati Kertonegoro
- 1837-1869 : Raden Tumenggung Manoendirdjo
- 1869-1877 : Raden Mas Tumenggung Ariosoemaningrat
- 1877-1885 : Raden Mas Tumenggung Brotodiningrat
- 1885-1887 : R. M. T. Sosroadiningrat
- 1887-1902 : R. M. T. Poerwodiprojo
- 1902-1905 : R. M. T. Oetojo
- 1905-1943 : Pangeran Ario Sosroboesono
- 1943-1944 : R. T. Ario Soerjoaditjokro

## Source
www.ngawikab.go.id, site officiel du kabupaten